# Zálesíit
Zálesíit (dříve označován jako Agardit-(Ca)) je minerál ze skupiny arsenátů, člen mixitové řady. Poprvé byl objeven na jeho typové lokalitě Zálesí (Javorník) v České republice, po které byl v roce 1999 dle J. Sejkory, T. Řídkošila, V. Šreina pojmenován.

## Vznik
Jedná se o sekundární minerál Cu a As bohatých ložisek, nejčastěji produkt zvětrávání chalkopyritu a arsenopyritu.

## Vlastnosti
- Fyzikální vlastnosti: Tvrdost 2 – 3, křehký, hustota 3,49 g/cm³, štěpnost není definována, lom není definován.
- Optické vlastnosti: Barva je nazelenalá, sytě zelená nebo může být i modrozelená. Lesk skelný, někdy hedvábný, je průsvitný, vryp má bílý s nádechem do zelena.
- Chemické vlastnosti: Složení: Ca 3,19 %, Cu 37,94 %, As 22,37 %, H 1,30 %, O 33,43 %, může obsahovat příměsi yttria a dalších vzácných prvků, které substituují pozici vápníku ve sloučenině. Je velmi dobře rozpustný v roztoku kyseliny chlorovodíkové

## Parageneze
Chryzokol, Konichalcit, Klinoklas, Malachit, Tyrolit, Uranofán a Zeunerit

## Výskyt
Jedná se o velmi vzácný, málo se vyskytující minerál…
- Zálesí (Javorník), Jeseníky, Česko (na uranovém ložisku)
- Gold Hill District, Deep Creek, Utah, USA (1mm veliké kulovité agregáty světle zelené barvy)
- důl Clara u Oberwolfachu, Schwarzwald, Německo
- Pastrana, Murcia, Španělsko